# Raifun Foho (Ort)
Raifun Foho ist ein osttimoresischer Ort im Suco Raifun (Verwaltungsamt Maliana, Gemeinde Bobonaro). Er liegt im Zentrum der Aldeia Raifun Foho, auf einer Meereshöhe von 762 m. Hier beginnt der Westhang des Matulouns, der auf 1030 m ansteigt. Nordwestlich liegt der Nachbarort Nunutana. Dazwischen fließt der Biabuil, ein Nebenfluss des Marobos.
In Raifun Foho befindet sich eine Grundschule.